# Chiesa di Santa Croce (Monteforte d'Alpone)
La chiesa di Santa Croce è una chiesa sussidiaria della parrocchia di Santa Maria Maggiore in Monteforte d’Alpone; fa parte del vicariato dell'Est Veronese, precisamente dell'Unità Pastorale Soave - Monteforte.

## Storia
La chiesa sorge su un dosso tufaceo, a fianco della strada che conduce alla frazione Sarmazza e a Sorio di Gambellara, in una zona che prima della bonifica agraria nel Cinquecento, con la deviazione della Degora nel Chiampo, era paludosa.
Il primo documento che cita Santa Croce è una mappa su pergamena del 1463, nella quale è citata come l’Arcella di Monteforte, toponimo con cui è denominata anche nel 1524 e che indica o un granaio o un’opera d’imbrigliamento o un termine di confine a forma di arca. L’attuale dedicazione alla Santa Croce si rintraccia a partire dai primi decenni del XVI secolo, mentre l’edificio risale almeno al XIV secolo, visti alcuni affreschi presenti all’interno dell’edificio.
Nel 1532 avviene la prima visita pastorale alla chiesa. Si parla di due altari, della grande devozione dei fedeli e del custode, Ognibene di Gabriele, frate eremita converso che viveva di elemosine e coltivava un podere nei pressi dell’edificio sacro.
Un documento del 1707 ricorda che con le elemosine dei fedeli furono costruiti la sacrestia, la porta d’ingresso e l’altare sinistro, attorno al quale vi sono diversi ex voto. All’interno dell’edificio era infatti conservata una statua tufacea della Vergine Addolorata con Gesù deposto dalla Croce ritenuta miracolosa anche per il ritrovamento della stessa nel corso di un’aratura. Collocata sull’altare maggiore, protetta da una lastra di vetro, fu poi collocata sull’altare laterale della parete sinistra. Il simulacro fu rubato nel 1960.
Nel documento del 1707 vengono citate anche alcune figure mobili sull’altare maggiore, relative alla Passione di Gesù. L’abside custodiva una ruota di legno di tre metri di diametro, attorno alla quale erano collocate le statue lignee dei Dodici Apostoli. Nella festa della Santa Croce si girava una manovella che faceva muovere la ruota, così gli Apostoli passavano attraverso una finestrella aperta sopra l’altare. I fedeli, con bastoni o canne, attendevano la comparsa della statua di Giuda per colpirla violentemente. Il marchingegno, assieme alle statue, fu rimosso e bruciato.
L’edificio subì danni durante un bombardamento della Seconda guerra mondiale, tanto che le capriate lignee attuali risalgono alla ricostruzione del dopoguerra, mentre il restauro delle pitture interne alla chiesa risale al 2002

## Descrizione

### La facciata
La facciata a capanna, rivolta ad ovest, presenta un portale d’ingresso sovrastato da un timpano semicircolare spezzato di gusto rinascimentale, affiancato da due finestre rettangolari. In asse col portale vi è un oculo

### L’interno
L’interno è a navata unica di forma rettangolare, con copertura a capriate lignee e pavimento in cotto. Finestre rettangolari sono collocate sul lato sud dell’edificio, sia nell’aula sia nel presbiterio.
Alle pareti vi sono affreschi trecenteschi e seicenteschi e su quella settentrionale è collocato l’altare marmoreo dedicato all’Addolorata.
Il presbiterio, introdotto da un arco trionfale a tutto sesto che riporta l’anno 1635, sopraelevato di un gradino e di ampiezza ridotta rispetto alla navata, presenta una copertura con volta a botte, mentre il pavimento è in battuto di cemento. 

Sopraelevato di un ulteriore gradino è l’altare maggiore marmoreo, addossato alla parete di fondo.

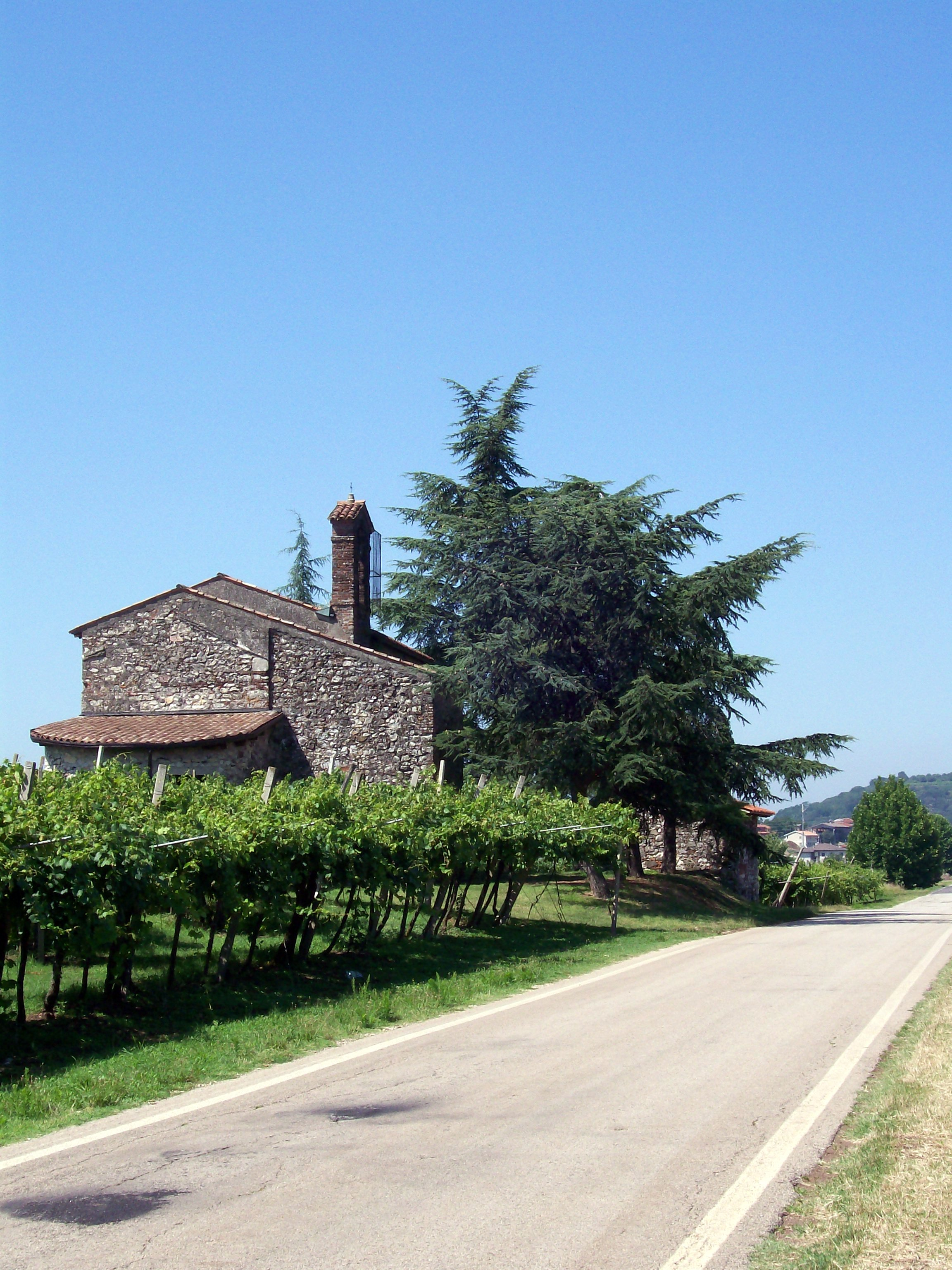
Il retro della chiesa di Santa Croce con l'abside semicircolare e il campanile a vela.

Sul fianco sinistro del presbiterio un’apertura permette l’accesso ad un piccolo locale originariamente adibito a sacrestia, mentre l’abside semicircolare è accessibile solo dall’esterno

## Campanile e campane
La chiesa possiede un campanile a vela sul lato nord dell’edificio, sulla falda di copertura.
Su di esso era collocata una campana seicentesca del fonditore Bartolomeo Pisenti, trafugata nel 1960 assieme alla statua della Vergine Maria Addolorata.